# Eufemio di Costantinopoli
Eufemio (in latino Euphemius; V secolo – Ancyra, 515) è stato un arcivescovo bizantino, patriarca di Costantinopoli dal 490 al 496.

## Biografia
La Chiesa dell'epoca era coinvolta in una diatriba cristologica: da una parte i sostenitori della doppia natura di Cristo, umana e divina, che si richiamavano al concilio di Calcedonia (451) e per questo noti come calcedoniani; dall'altra i monofisisti di Eutiche, secondo il quale Cristo aveva una sola natura, divina, essendo quella umana una mera apparizione. Per tentare di ricomporre la divisione interna alla Chiesa, che era causa di tumulti tra il popolo, nel 482 l'imperatore Zenone promulgò l'Henotikon, un decreto che proibiva di utilizzare nelle discussioni teologiche posizioni che non fossero state ratificate dal concilio di Nicea I e dal concilio di Costantinopoli I (dunque ignorando il concilio di Calcedonia), che evitava attentamente di trattare le nature di Cristo utilizzando formule ambigue. Nonostante gli sforzi, lHenotikon non fu accettato da nessuna delle due parti, ma i patriarchi Acacio di Costantinopoli, Pietro Mongo di Alessandria d'Egitto e Pietro Fullo di Antiochia lo sottoscrissero. Papa Felice III convocò un sinodo a Roma nel 484, nel quale sessantasette vescovi condannarono il decreto imperiale e deposero Acacio, Pietro Mongo e Pietro Fullo, scomunicandoli; Acacio rispose rimuovendo il nome di Felice dai dittici e colpendo i cattolici a Costantinopoli. Alla sua morte, gli succedette Fravitta, il quale chiese il riconoscimento di Roma, ma invano, in quanto non intendeva porre fine alla propria comunione con Pietro Mongo.
Eufemio, che Teofane Confessore chiama Euthymius, era un presbitero, amministratore di un ospedale dei poveri a Neapolis, sul quale non esistevano dubbi di propensione per la dottrina di Eutiche. Le fonti lo descrivono come acculturato e molto virtuoso. Appena eletto (490), riconobbe immediatamente il concilio di Calcedonia, ripristinò il nome di Felice sui propri dittici e ruppe con Pietro Mongo, che morì nell'ottobre di quello stesso anno; ciò nonostante, Felice si rifiutò di riconoscerlo, in quanto pretendeva che Eufemio cancellasse i nomi di Acacio e Fravitta dai dittici, dove comparivano tra i fedeli morti, cosa che Eufemio non voleva fare per non mettere in imbarazzo coloro che erano stati battezzati o ordinati dai suoi predecessori. Morto Felice, Eufemio tentò di conciliarsi col suo successore, papa Gelasio I, il quale, però, non si mosse dalla posizione del predecessore; Gelasio, però, fece il passo conciliatorio di garantire un rimedio canonico a tutti coloro che erano stati battezzati od ordinati da Acacio.
Prima di incoronare l'imperatore Anastasio I, Eufemio gli fece firmare una professione di fede, in quanto era noto che Anastasio era vicino alle posizioni di Eutiche. In seguito, però, entrò in contrasto con l'imperatore; Anastasio gli fece una confidenza, che Eutiche riportò al genero di un generale ribelle impegnato nella guerra isaurica, il quale a sua volta la riportò all'imperatore. Anastasio convocò un'assemblea di vescovi presenti nella capitale, che scomunicarono e deposero Eufemio. Nel frattempo Eufemio era fuggito in un battistero, da cui si rifiutò di uscire fin quando non ebbe l'assicurazione del suo successore Macedonio II che non gli sarebbe stato fatto del male durante il viaggio per la destinazione dove sarebbe rimasto in esilio. Eufemio fu esiliato in Asia minore e morì ad Ancyra (Ankara) nel 515; fino alla sua morte fu considerato legittimo patriarca di Costantinopoli da molti vescovi d'Oriente, tra cui Elia di Gerusalemme e Flaviano II di Antiochia.